# 中西百重
中西 百重（なかにし ももえ、1980年7月7日 - ）は、日本の元女子プロレスラー。本名：大江 百重（おおえ ももえ）（旧姓：中西）。大阪府藤井寺市出身。父はジャパンプロレス2000のオーナーを務めた中西重蔵。長女はアイドルグループ「キミと永遠に」の睦月まる。

## 経歴・戦歴
栗栖正伸の主宰する「栗栖ジム」出身者。1996年、全日本女子プロレスのオーディションに合格し、同年7月14日、東京・後楽園ホール大会の対高橋奈苗戦でデビュー。
上背はないが、抜群の運動神経とプロレスセンスを持ち、倒産後の全女のエースとして活躍。2000年には納見佳容、脇澤美穂、高橋奈苗（脇澤引退後は西尾美香）とキッスの世界としてCDデビューを果たすが、全女の活動休止前である2003年に退団。
フリー転身後、M's Styleを結成するが、大江慎との結婚により2005年1月7日に引退。現在は4人の子供をもうける。
2011年3月21日、アイスリボン後楽園ホール大会にてかつて全日本シングル王座を争ったさくらえみとエキシビジョンマッチを敢行（名義は大江姓）。6年ぶりの実戦ながら、モモ☆ラッチとジャーマン・スープレックス・ホールドを披露した。
2014年5月24日、新木場1stRINGでのパッション・レッド興行において、高橋とのナナモモタッグを復活させエキシビションのリングに立った。スターダムで現役復帰した脇澤、中西に憧れてプロレス入りし6月1日に引退を控えた夏樹☆たいようとのタッグマッチ。同年3月に第4子を出産したばかりだったがドロップキックを放つなど奮闘。
2020年3月8日、無観客で開催されたスターダム『ロストディケイドプレゼンツNO PEOPLE GATE2020.3.8』にて夫である大江慎が見守るなか、時間差バトルロイヤルに出場。初めてムーンサルトプレスを披露するなど奮闘した。
2021年3月3日、「スターダム10周年記念～ALLSTAR DREAM CINDERELLA～」日本武道館大会でのオールスター・ランブルに出場。
2023年4月23日、スターダム「ALLSTAR GRAND QUEENDOM 2023」（横浜アリーナ）での横浜ランブルに出場。

## 得意技
モモ☆ラッチ
高角度後方回転エビ固めの入りから上半身を捻りながらの前方回転エビ固め。
裏モモ☆ラッチ
後ろから肩車の状態に飛びついてのモモ☆ラッチ。
モモ☆OK
回転キック。
ドラゴンスープレックス
ジャーマンスープレックス
モンゴリアンチョップ
三角飛びブランチャー

## タイトル歴
- NWAパシフィック女子&NEO認定シングル王座
- AtoZ世界王座
- WWWA世界シングル王座
- WWWA世界タッグ王座
- WWWA世界スーパーライト級王座
- オールパシフィック王座
- 全日本シングル王座
- 全日本タッグ王座
- 全日本ジュニア王座
- 女子プロレス大賞

## 入場テーマ曲
- A WEST WIND WARNING ※「バクバクKissの世界 -W EXPLOSION-」に収録。